# Mesterszállás
Mesterszállás je vas na Madžarskem, ki upravno spada pod podregijo Mezőtúri Županije Jász-Nagykun-Szolnok.